# Reza Haghighi
Reza Haghighi (Mashhad, 1º febbraio 1989) è un ex calciatore iraniano.

## Carriera

### Club
Ha giocato nella massima serie iraniana con varie squadre.

### Nazionale
Ha esordito in Nazionale nel 2012.